# Louis-Ferdinand Céline
Louis-Ferdinand Céline, pseudonimo di Louis Ferdinand Auguste Destouches (Courbevoie, 27 maggio 1894 – Meudon, 1º luglio 1961), è stato uno scrittore, medico e militare francese.

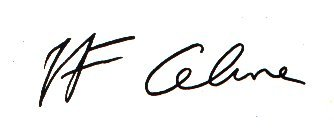
Firma

Lo pseudonimo, con cui firmò tutte le sue opere, era il nome della nonna materna Céline Guillou.
Considerato un originale esponente delle correnti letterarie del modernismo e dell'espressionismo, Céline è ritenuto uno dei più influenti scrittori del XX secolo, celebrato per aver dato vita ad uno stile letterario che modernizzò la letteratura francese ed europea. La sua opera più famosa, Viaggio al termine della notte (Voyage au bout de la nuit, 1932), è un'esplorazione cupa e nichilista della natura umana e delle sue miserie quotidiane. Lo stile del romanzo, e in generale di tutte le opere di Céline, è caratterizzato dal continuo ed eclettico amalgamarsi di argot, una particolare forma di gergo francese, e linguaggio erudito, e dal frequente uso di figure retoriche, quali ellissi ed iperboli, oltreché dall'impiego di un dissacrante e spiazzante humour nero, che lo impose come un innovatore nel panorama letterario francese. La maggioranza dei suoi libri originano da spunti autobiografici, e sono narrati in prima persona da Ferdinand, il suo alter ego letterario.
Partecipò volontario alla prima guerra mondiale, rimanendo gravemente ferito e parzialmente invalido. Per le sue prese di posizione politiche e affermazioni in favore delle potenze dell'Asse, prima e durante la seconda guerra mondiale (si espresse anche in favore del collaborazionismo della Francia di Vichy con la Germania nazista dopo la sconfitta del 1940, pur continuando a fare affermazioni contro la guerra), esposte in pamphlet violentemente antisemiti, Céline rimane oggi una figura controversa e discussa. Emarginato dalla vita culturale dopo il 1945, il suo stile letterario fu preso a modello da alcuni scrittori che gravitavano attorno alla Beat Generation statunitense. Anche Charles Bukowski aveva grande ammirazione per la prosa letteraria di Céline, tanto da definirlo "il più grande scrittore degli ultimi duemila anni".

## Biografia

### L'infanzia e la giovinezza
Louis-Ferdinand Céline nacque a Courbevoie, un comune poco distante da Parigi, in Rampe du Pont 11, il 27 maggio 1894, figlio unico di Fernand Destouches (Le Havre, 1865 - Parigi, 1932), redattore in una compagnia di assicurazione, di origine per metà normanna e per metà bretone, e di Marguerite Louise-Céline Guillou (Parigi, 1868 - Parigi, 1945), di remote origini bretoni, proprietaria di un negozio di porcellane, mobiletti e merletti al Passage Choiseul di Parigi, luogo che marcherà Céline a vita e che sarà all'origine di pagine memorabili dei suoi romanzi, primo fra tutti Morte a credito.
Il padre era un uomo pervaso da un forte senso di frustrazione e declassamento sociale, sentimento reso ancora più acuto dal ricordo del proprio padre, che era professore ordinario di francese, oltreché autore di poesie e racconti, che si pubblicavano sui giornali di Le Havre. Fernand Destouches era istintivamente antisemita ed antimassone, sempre incline ad attribuire agli uni e agli altri le sue delusioni professionali. Di tutt'altra estrazione era la madre, che veniva da una famiglia di modeste condizioni socio-economiche, composta da piccoli rivenditori di anticaglie e ambulanti di robivecchi.
Céline avrà un ricordo negativo dell'infanzia, che rivivrà come un periodo di ristrettezze economiche e, soprattutto, morali, educato ad una mentalità piccolo borghese e al più rigido rispetto delle gerarchie sociali. Nei ricordi della sua infanzia, le uniche figure positive sono la nonna materna, Céline Guillou (1847-1904), da cui l'autore trarrà il suo famoso pseudonimo, una donna forte, energica e lavoratrice, rimasta fedele alla sua origine e a un modo di esprimersi popolare e lo zio Julien (detto Louis) con cui aveva un rapporto di complicità e di comuni interessi nel campo delle nuove tecnologie del tempo.
Dopo aver frequentato le scuole dell'obbligo, il padre decise di mandarlo all'estero a studiare le lingue. Seguirono due soggiorni, uno in Germania, dove resterà dall'agosto 1907 all'agosto 1908, a Diepholz, e da settembre 1908 a fine anno a Karlsruhe. Da febbraio a novembre 1909 fu ospite di due pensionati in Inghilterra, il primo a Rochester e l'altro a Pierremont.

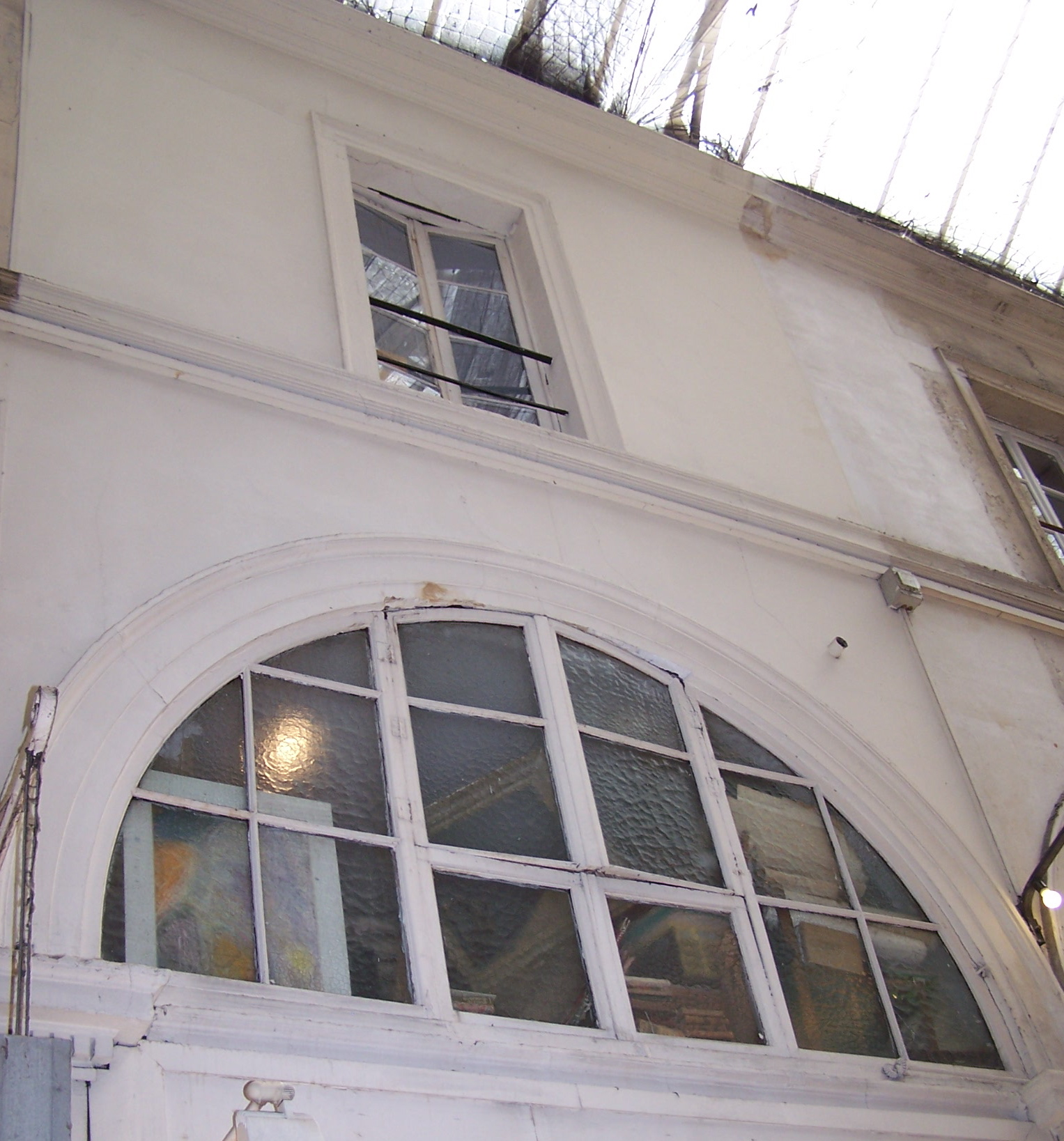
Il passage Choiseul

### La vita nelpassageChoiseul
Particolare il luogo dove Céline trascorre l'infanzia, il Passage Choiseul. L'autore nomina spesso questo luogo della giovinezza e più volte lo descrive come luogo angusto, come una sorta di prigione. I passages si possono vedere tutt'oggi a Parigi, ma non rappresentano degnamente quello che erano all'epoca di Céline. Alla fine dell'Ottocento ed inizi del Novecento, i passages erano vie parigine porticate tra due edifici, strette e poco luminose dove le famiglie vivevano in locali che svolgevano la doppia funzione di negozi/abitazione: l'attività commerciale si svolgeva al piano di sotto, mentre al piano di sopra si conduceva la quotidiana vita familiare. Le prime lampade a gas erano state montate in quell'epoca; emanavano il loro ben noto odore di combustione, che era mischiato nella penombra a quello dell'urina.

### L'esperienza della prima guerra mondiale
Nel 1912, appena diciottenne, il giovane Céline si arruola volontario nell'esercito francese, dove viene aggregato al "12e régiment de cuirassiers" a Rambouillet (l'episodio è straordinariamente descritto in Casse-pipe del 1949).
Nel 1914 scoppia la prima guerra mondiale, Céline vi prende parte con valore come volontario ed ottiene diversi riconoscimenti, ma questa esperienza lo segnerà per sempre a livello fisico e psicologico. Così racconta in una lettera a casa i primi combattimenti sul Lys e di Ypres:
Il 27 ottobre 1914, nel corso di una missione rischiosa (per la quale si era offerto volontario) nel settore di Poelkapelle (Fiandre Occidentali), viene probabilmente sbalzato da un'esplosione causata da un colpo di artiglieria e resta ferito gravemente al braccio destro e forse anche alla testa, come egli raccontava: avrebbe subito un forte contraccolpo al cranio che gli causò una lesione cerebrale (mentre lui, romanzando, sosteneva di avere un proiettile nella testa), oltre al braccio fratturato che gli resta parzialmente funzionante per un danno permanente ai nervi. Venne inoltre operato due volte alla testa per una lesione ai timpani, dovuta all'esplosione, e forse subì anche una trapanazione cranica che peggiorò la situazione (questo fatto è controverso e probabilmente non avvenuto, dato che è testimoniato solo da lui stesso e non si trova nelle cartelle cliniche).
Per tale episodio viene decorato con la Croce di guerra con una stella di argento e con la Médaille militaire, guadagnandosi la copertina dell'Illustré National. Nel 1915, dopo aver a lungo girato per ospedali, ottiene il congedo e viene riformato per invalidità al 75%, ottenendo una modesta pensione di guerra.
Sarà proprio questa guerra che aprirà gli occhi a Céline su quanto sia impotente e delicata la vita umana, rendendolo favorevole alla neutralità della Francia, fino ad assumere posizioni paradossali come appoggiare le rivendicazioni della Germania nazista pur di non essere più coinvolto in conflitti bellici. La guerra, oltre a segni fisici (difficoltà a muovere il braccio destro, udito diminuito, vertigini, dolori in diverse parti del corpo, emicrania), gli lascerà anche dei disturbi mentali e neuropsichiatrici: disturbo post-traumatico, insonnia per il resto della sua vita, paranoia che peggiorerà con gli anni, e le sue orecchie non si libereranno mai di alcuni fischi (sia acufeni, sia, a volte, anche allucinazioni uditive).
L'angoscia su ciò che è l'esistenza non lo lascerà mai più, fornendo la base per il suo nichilismo, pessimismo e una forte misantropia, a volte spinti al cinismo, anche se temperati nella vita quotidiana dal suo futuro lavoro di medico e dalla sua istintiva compassione per la sofferenza. Nella scrittura come nella vita, l'amore e l'odio si mescoleranno inestricabilmente.

### Il primo matrimonio
Assegnato presso l'ufficio visti del consolato generale francese di Londra, frequenta gli ambienti del music-hall e della prostituzione dove incontra la sua prima moglie, la barista Suzanne Nebout, dalla quale si separa dopo pochi mesi, dato che il matrimonio non fu nemmeno registrato in Francia.

### L'Africa e gli studi
Ottenuto il congedo nel 1916, firma un contratto con la Compagnie Française Shanga Oubangui per dirigere una piantagione di cacao in Camerun. Dopo nove mesi, spossato dalla malaria, torna in Francia e trova impiego presso una piccola rivista di divulgazione scientifica (esperienza descritta in Mort à Crédit).
Si laurea in medicina e chirurgia il 1º maggio 1924 presso l'Università di Rennes. La sua tesi di laurea costituisce un'opera molto importante, in grado di trascendere la freddezza delle argomentazioni mediche per romanzare l'esperienza del medico Semmelweis, colui che introdusse il metodo dell'asepsi nella pratica ospedaliera.

### Il secondo matrimonio e la famiglia
Nel 1919 sposa Édith Follet, figlia di un medico, da cui divorzia nel 1926. Da Édith avrà la figlia Colette (1920-2011), poi coniugata Turpin, che avrà cinque figli che, a suo dire, non ebbero mai rapporti col nonno. La figlia invece lo visitava spesso a Meudon, mentre il rapporto col genero fu sempre molto conflittuale.

### Il Dottor Destouches

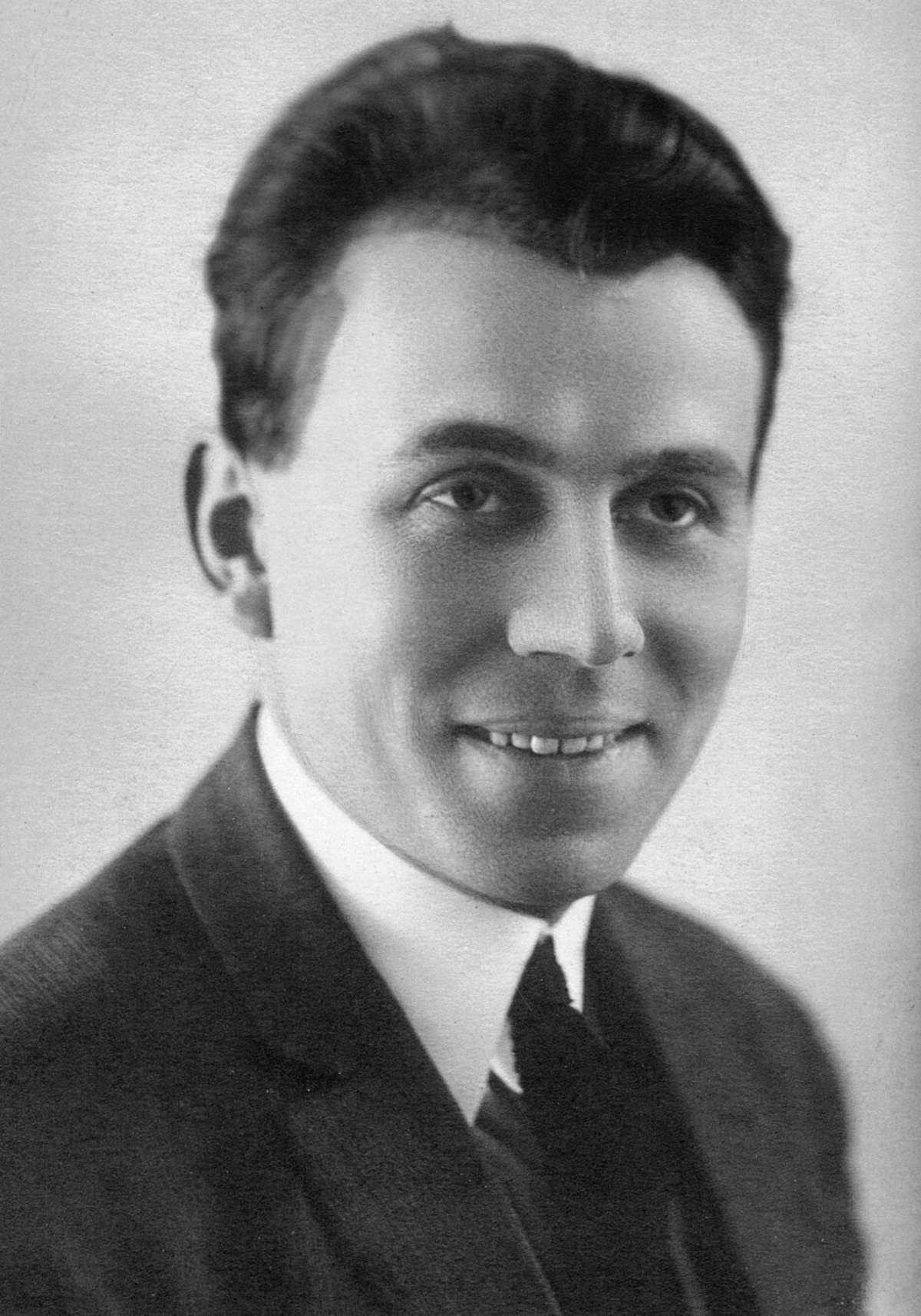
Céline negli anni '20

Dal 1924 al 1928 lavora per la Società delle Nazioni che lo invia a Ginevra, Liverpool, in Africa, negli Stati Uniti d'America, in Canada e a Cuba. In questi lunghi spostamenti in nave è spesso medico di bordo. Durante questi viaggi, Céline affina la sua cultura e si rende conto che: "Il viaggio (sia fisico che mentale) è l'unica cosa che conta, tutto il resto è delusione e fatica". In questo periodo svilupperà la sua convinzione sull'inaridimento dell'uomo moderno. Rientrato in Francia nel 1928, si stabilisce a Montmartre dove svolge la professione di medico dei poveri, quasi gratuitamente. Durante le interminabili notti insonni scriverà Viaggio al termine della notte (Voyage au bout de la nuit).
(Esergo di Viaggio al termine della notte)
È proprio da questa sua attività di medico dei poveri, i quali non sono capaci di pagarlo, che Céline si accorge che la stessa povertà è una malattia, tremenda e senza cura. Continuando a visitare senza farsi pagare, finirà per ammalarsi egli stesso di quella malattia.
Quella di Céline è una lotta contro un mondo che sogna soltanto il potere e il progresso. Il mondo che è diventato una malattia cronica. La morte sembra l'unica cosa veramente coerente. La scrittura stessa è un modo di sconfiggere la morte. Morte e ironia sono le sole cose che fanno intravedere una speranza di guarigione dalla malattia della vita, ottenibile solo se l'uomo saprà tornare ad essere un individuo ben distinto dal resto del gregge, capace di scappare da quella piattezza e da quel grigiore dove è stato relegato.

### L'antisemitismo e il filonazismo
L'antisemitismo accanito di Céline traspare da alcuni suoi scritti ed è esplicitamente illustrato in tre pamphlet sulla questione: Bagatelle per un massacro (Bagatelles pour un massacre, 1937), La scuola dei cadaveri (L'École des cadavres, 1938) e La bella rogna o I bei drappi (Les Beaux Draps, 1941). Se Bagatelle è uno sfogo contro l'"influenza ebraica" e la possibile nuova guerra, ne La scuola dei cadaveri denuncia la rovina della Francia a suo dire causata dagli ebrei, dai comunisti e dai capitalisti, e invoca l'alleanza con la Germania hitleriana al fine di preparare lo scontro all'ultimo sangue tra gli Stati ariani e le democrazie occidentali giudaizzate (Regno Unito e Stati Uniti d'America) e il bolscevismo, essendo convinto dell'imminenza della guerra.

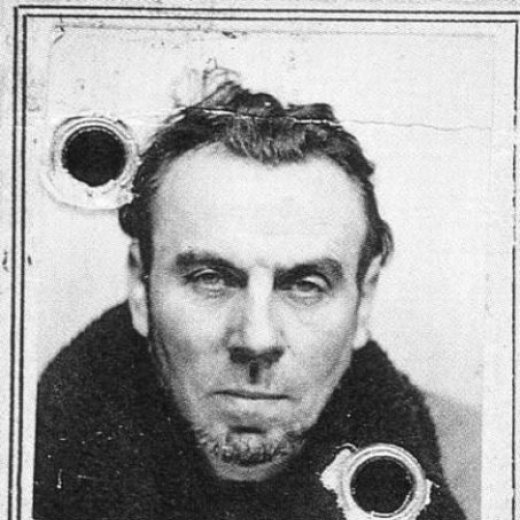
Céline tra gli anni trenta e quaranta

Inoltre, Céline reclamava una rigenerazione razziale della Francia, che avrebbe dovuto depurarsi dalle influenze meticce e mediterranee agganciandosi al Nord Europa. Carlo Bo scrive che "negli anni trenta, Céline vantava (forse più di ogni altro) un bel curriculum di antisemita, ma dopo il '40 andò oltre imboccando un razzismo scientifico, quale a suo avviso neppure i nazisti osavano sperare… Non si può non continuare a chiederci come mai uno scrittore di quella forza e di quella novità si sia lasciato trascinare da uno spirito più che polemico, predicatore di morte e di rovine."
Céline non si dichiarò mai ufficialmente un fascista come Robert Brasillach e Drieu La Rochelle e, nonostante queste idee, non fu organico completamente al regime collaborazionista di Vichy (Francia del Sud) né al governo amministrativo di occupazione della Germania nella zona nord dove si trovava Parigi, benché con esso compromesso.

Le sue posizioni nichiliste, nelle quali evocava il dissolvimento di vinti e vincitori, avevano un sapore troppo amaro per potere essere gradite ai gerarchi, così come la sua critica ai valori tradizionali e ai vari regimi. Occasionalmente mandava lettere di questo tenore alla stampa collaborazionista, che spesso venivano tagliate e pubblicate nella rubrica Céline ci scrive; in una lettera, parlando di Drieu La Rochelle, definisce nichilisticamente il nazismo come "odio di sé": 
(Lettera pubblicata nell'aprile 1943)
Céline non ricavò grandi vantaggi dalle sue opinioni. Negli anni del secondo dopoguerra tentava ancora una giustificazione del proprio razzismo antisemita sostenendo che aveva sempre parlato nell'interesse della Francia e che non era mai stato sul libro paga di giornali o movimenti filonazisti, al contrario di altri collaborazionisti non fu mai remunerato dalla «Propagandastaffel» tedesca come collaboratore intellettuale. In una lettera del dopoguerra Céline afferma anche:
(Lettere)
In un'intervista del 1957 affermò di avere scritto "degli ebrei" e non "contro gli ebrei", e che i francesi non c'entravano nella guerra tra ebrei e Germania, mentre Hitler era definito, ambiguamente, "coglione come gli altri" ma abile politico, visto che Céline apprezzava l'idea di un'Europa franco-tedesca. Nel febbraio 1944, invitato a cena all'ambasciata tedesca di Parigi, assieme a Pierre Drieu La Rochelle e Gen Paul, Céline avrebbe detto all'ambasciatore Otto Abetz, secondo Jacques Benoist-Méchin, che Hitler era in realtà già morto e era stato sostituito da un sosia ebreo.
Dopo il 1945, Céline cercò comunque di minimizzare il proprio ruolo di fiancheggiatore ideologico del Terzo Reich e non volle mai tenere molto in considerazione la realtà della Shoah e dei campi di concentramento (a parte l'accenno nella lettera personale prima citata), attirandosi a più riprese accuse di negazionismo o banalizzazione dell'Olocausto. La moglie di Céline, Lucette, afferma che il marito si disse invece, in privato, "orripilato" dagli eventi dell'Olocausto, definendolo "atrocità".
L'antiebraismo di Céline maturò a partire dal 1934 anche da vicende personali, sfociando poi in una sorta di delirio a sfondo politico e manie di persecuzione personali, convinto che gli ebrei volessero sabotarlo e riportare la Francia in guerra contro la Germania.
In quell'anno Céline si recò negli Stati Uniti d'America in cerca dell'amata Elizabeth Craig, la ballerina a cui aveva dedicato il Voyage, ritrovandola in California sposata con un ricco ebreo (nei libelli antisemiti un tema ricorrente è quello delle donne "ariane" sedotte dagli ebrei); inoltre, poco prima un dirigente ebreo sovietico aveva respinto un suo testo che doveva essere messo in scena al teatro di Leningrado e un medico ebreo prese il posto di Céline, licenziato dal dispensario di Clichy. Céline ebbe però anche un'amante ebrea, indicata nelle Lettere alle amiche come N. Bagatelle inizia proprio col protagonista arrabbiato per un suo balletto rifiutato, cosicché gli viene impedito di stare a contatto col mondo delle ballerine da lui amate.
Egli continuò a vantare la propria fede pacifista e a considerare i suoi pamphlet degli esercizi di umorismo nero, seppur volto contro gli ebrei, affermando che la "persecuzione" ai suoi danni era perpetrata più dai comunisti a causa del libello antisovietico Mea culpa:
(Céline nel 1946)
Bisogna notare che nelle prime opere, specialmente in Mort à crédit, Céline aveva trattato questi temi in tono minore: ad esempio, quando il padre nervoso se la prende con tutti, tra cui ebrei, massoni, bolscevichi, capitalisti, viene descritto in maniera grottesca.
Inoltre, Cèline non era nuovo alle accuse di ambiguità politica: il suo primo romanzo, Voyage au bout de la nuit, appena pubblicato fu accusato di essere antipatriottico e disfattista, mentre la svolta di Céline avvenne con la stesura del pamphlet anticomunista Mea culpa, dove inizia a sviluppare sentimenti antisemiti e antidemocratici. Da allora in poi Céline ha sempre dichiarato a gran voce il suo patriottismo e il suo legame alla nazione, più o meno nella stessa maniera del suo alter ego Bardamu nel Voyage: quando all'ospedale militare scopre che un vecchio soldato che non fa altro che gridare "Viva la Francia!" viene trattato meglio degli altri pazienti, inizia anch'egli a gridare "Viva la Francia" ad ogni momento.
Finché i rapporti diplomatici tra la Germania e il resto dell'Europa non precipitarono, l'antisemitismo era ampiamente e apertamente diffuso in ogni classe sociale di tutte le nazioni europee (l'affare Dreyfus era avvenuto pochi decenni prima, nel 1894, anno di nascita di Céline) e sulla stampa, non solo nell'estrema destra dell'Action Française. I primi pamphlet di Céline a tema patriottico e antisemita ebbero un ottimo successo di pubblico e un discreto riscontro economico, generando però aspre polemiche che portarono al ritiro dal commercio delle suddette opere: nel 1939 Denoël e Céline vennero denunciati per diffamazione e condannati, e le vendite dei loro libri furono proibite. Sebbene in Bagatelle per un massacro e in La scuola dei cadaveri Céline criticasse duramente il generale Pétain (poi Presidente della Francia di Vichy) che accusa di aver portato la Francia all'"inutile strage" del 1914-1918 contro la Germania, dopo il 1940 e l'invasione tedesca si schierò a suo favore nel collaborazionismo con i nazisti.

I pamphlet, nonostante Céline dopo la guerra avesse cercato di negarlo, sono ricchi di classici cliché antisemiti della teoria del complotto giudaico, dove ebrei poveri e artisti ebrei hanno la precedenza sui corrispondenti non ebrei, e gli ebrei ricchi e guerrafondai o intellettuali governano il mondo (visioni riprese dai tipici scritti antigiudaici come i Protocolli dei Savi di Sion o il Mein Kampf): 
(da Bagatelle per un massacro)
(da La scuola dei cadaveri)
L'antisemitismo, come detto, era certo molto diffuso e Céline si inserì in questo filone, diffuso anche nell'illuminismo (Voltaire) e nella sinistra (si vedano Proudhon e Bakunin), ottenendo in questo modo grande successo letterario con le vendite dei suoi pamphlet, soprattutto in Francia.
Pasquale Panella, poeta italiano, che spesso recita Céline in teatro, cercò, su questo tema, di ridimensionarne la portata.

Nell'ultimo pamphlet Les Beaux Draps, uscito nel 1941 in tiratura limitata e "protetto" dagli ambienti collaborazionisti francesi, l'antisemitismo si fa ancora più violento e la vena artistica diminuisce: 
(da Les Beaux Draps)
Durante il suo soggiorno a Parigi, lo scrittore tedesco Ernst Jünger, ufficiale di occupazione della Wehrmacht di stanza a Parigi e aderente alla rivoluzione conservatrice tedesca (che simpatizzò per il fallito attentato a Hitler del 20 luglio 1944) aveva incontrato diversi scrittori francesi come Jean Cocteau, Henry de Montherlant, Jean Paulhan e Céline stesso, che lo incuriosivano. Jünger e Céline si incontrarono spesso durante questo periodo, sia presso l'ambasciata tedesca, sia durante gli "incontri del giovedì" presso la residenza parigina della "regina" dei salotti letterari Florence Gould. Céline lo stupì negativamente con i suoi discorsi selvaggiamente antisemiti e lo rivide poi anche nel 1943. Jünger espresse il suo disgusto per "gente del genere" nel suo diario, facendo riferimento all'antisemitismo e al nichilismo dello scrittore francese.
Jünger confermò in un'intervista del 1994 che il personaggio del convinto collaborazionista "Merline" sopracitato nel brano, era ricalcato su Céline, ma cambiò il nome per non offenderlo. Inoltre, rivela che nella traduzione in francese, la redattrice Banine, che detestava Céline, volle utilizzare il nome vero al posto dello pseudonimo, con la conseguenza di una causa di diffamazione contro Jünger. Per trarre d'impaccio Banine, che era anche una sua amica, Jünger disse, quando fu interrogato a Ravensburg, che si era trattato di un semplice refuso.
Nonostante ciò, durante la sua vita Céline tentò sempre di definirsi come ideologicamente diverso dai fascisti e non amato dai nazisti, sostenendo di essere frainteso nelle sue iperboli nichiliste. Come i citati Montherlant e Jünger (creatore del tipo politico dell'«anarca»), Céline è stato anche definito un "anarchico di destra".
Ho fatto la prova. Ma io me ne frego, di tutti. Non chiedo nulla a nessuno.»
(Lettera del 1934, citata in Mea culpa)
Per quanto riguarda il Céline scrittore si può dire che investa il mondo intero con la sua rabbia, maturata di fronte alle esperienze tragiche della vita e confluita poi nelle opere, inserendosi nel filone di altri grandi romanzieri surreali e artisti "maledetti", ricordando le parole di Céline stesso:
(Louis-Ferdinand Céline, Viaggio al termine della notte, p. 95)

Nella sua ultima intervista preconizza una decadenza degli europei (i "bianchi") sopraffatti dagli africani, e l'ascesa sopra tutti dei cinesi (i "gialli"), tornando sul tema degli ebrei, affermando ancora che la Francia era finita in guerra per fare i loro interessi: 

### Il terzo matrimonio e l'esilio

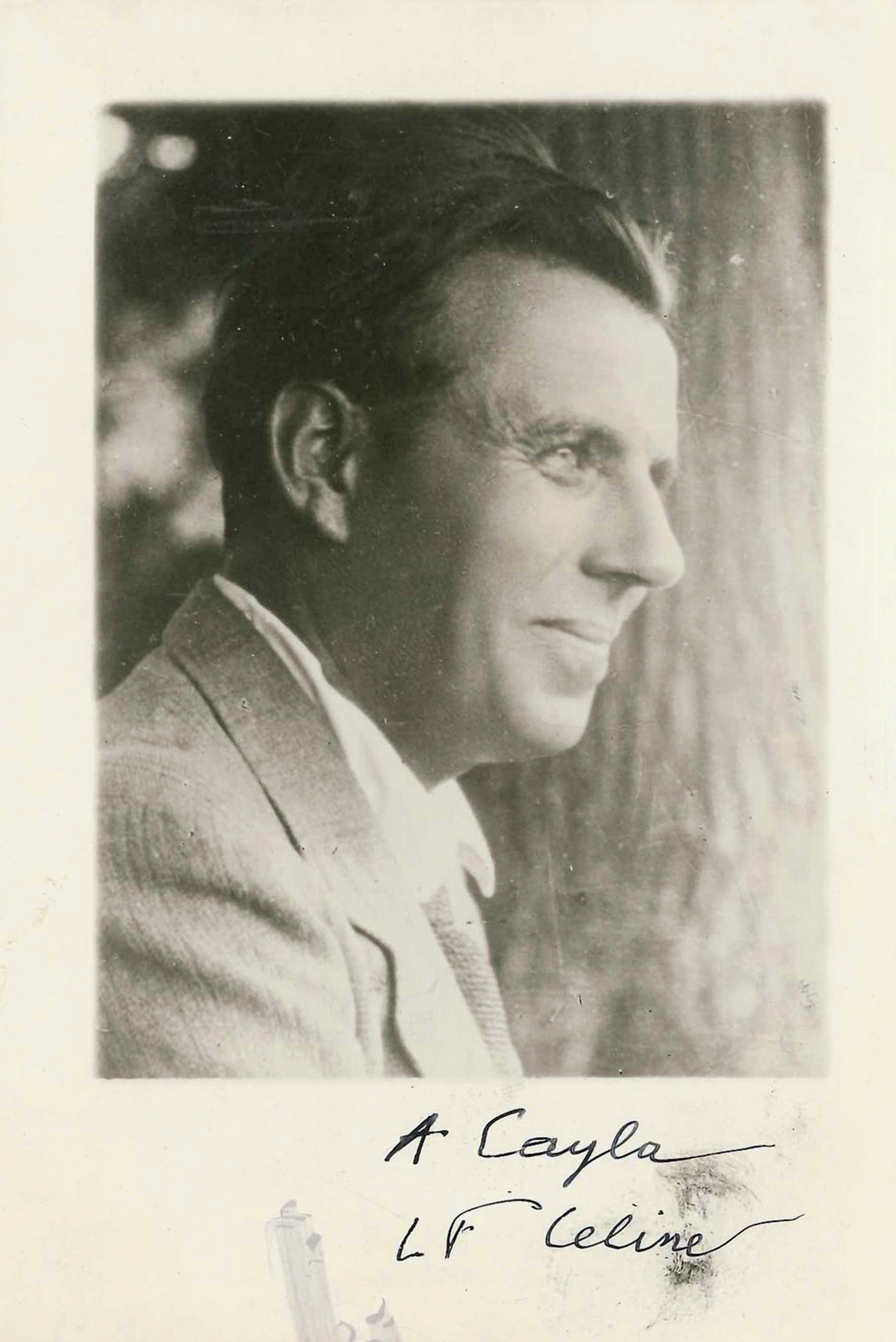
Céline nel 1936

Dopo l'inizio della guerra sposò la sua terza moglie (seconda per la legge francese), anch'essa ballerina, Lucie Georgette Almansor (1912-2019), detta Lucette o Lili, conosciuta nel 1936.
Fino al 1944 Céline vive a Montmartre, al num. 4 di Rue Girardon, quinto piano, dove ospita spesso il colonnello delle SS Hermann Bickler (1904-1984), il quale, come segno di amicizia, il 18 marzo 1945, gli fornirà il visto di espatrio dalla Francia occupata verso la Danimarca. Per sfuggire da probabili ritorsioni contro di lui, con l'avanzata degli Alleati, Céline abbandona il proprio appartamento, che viene saccheggiato da membri della Resistenza, dei suoi manoscritti, oltre seimila pagine manoscritte, con altri documenti.
All'annuncio del loro ritrovamento, solamente nel 2021, è seguito quello della pubblicazione di questi ricchissimi inediti. Tra essi, due romanzi giovanili, Guerre e Londre. Quest'ultimo è stato scritto, probabilmente, prima del 1936 e dei famigerati scritti antisemiti, poiché in esso è presente il personaggio di un medico ebreo, Yugenbitz, che viene descritto in termini benevoli, nonché come colui che lo ha introdotto alla professione.
Tra l'ottobre del 1944 e il marzo 1945, Céline attraversò a piedi il territorio francese giungendo fino in Germania, a Sigmaringen, ove i Tedeschi avevano fatto confluire i membri del governo collaborazionista di Vichy e i fiancheggiatori dell'occupazione. L'apocalittica visione delle devastazioni belliche e del crepuscolo dell'impero nazista, culmina nei contatti con le orde di profughi civili e militari, mentre lui cura alcuni ammalati e aiuta diversi sfollati. Di questo periodo della vita del "Dottore", lo scrittore laureato  in medicina, sappiamo quello che traspare dai tre romanzi che compongono la cosiddetta "Trilogia del Nord": Da un castello all'altro, Nord e Rigodon; altro ancora si può desumere dalle poche lettere che Céline scrisse agli amici, sotto pseudonimo.
Nel 1945, finita la seconda guerra mondiale, le accuse di antisemitismo e collaborazionismo gli impedirono di ritornare in Francia. Rimarrà in esilio in Danimarca fino al 1951. Céline, che in Rigodon descrive la Danimarca come l'agognata terra promessa, è costretto a ricredersi sin dai primi giorni: appena arrivato a Copenaghen, telegrafa a Parigi per avere notizie di sua madre. La risposta di un parente gli annuncia che ella è morta e lui deve considerarsi responsabile di quella morte.
Durante i primi mesi in Danimarca (dove si è recato per recuperare del denaro dei diritti d'autore depositato prima della guerra), da marzo a dicembre 1945, Céline e la moglie Lili vissero in clandestinità nell'appartamento di un'amica danese allora assente. Venne comunque notata la loro presenza e il 17 dicembre 1945 i coniugi Destouches vennero arrestati da poliziotti in borghese. Céline, credendo si trattasse di assassini, si diede alla fuga sui tetti, salvo essere catturato e rinchiuso in prigione nel carcere Vestre Faengsel per quattordici mesi. La moglie viene liberata ma lui è trattenuto in custodia preventiva per un anno e tre mesi.
La segregazione in cella, l'obbligo di restar seduto tutto il giorno, lo scorbuto e la pellagra dovuti all'alimentazione insufficiente devastano il fisico dello scrittore, già provato dall'esperienza di Sigmaringen.

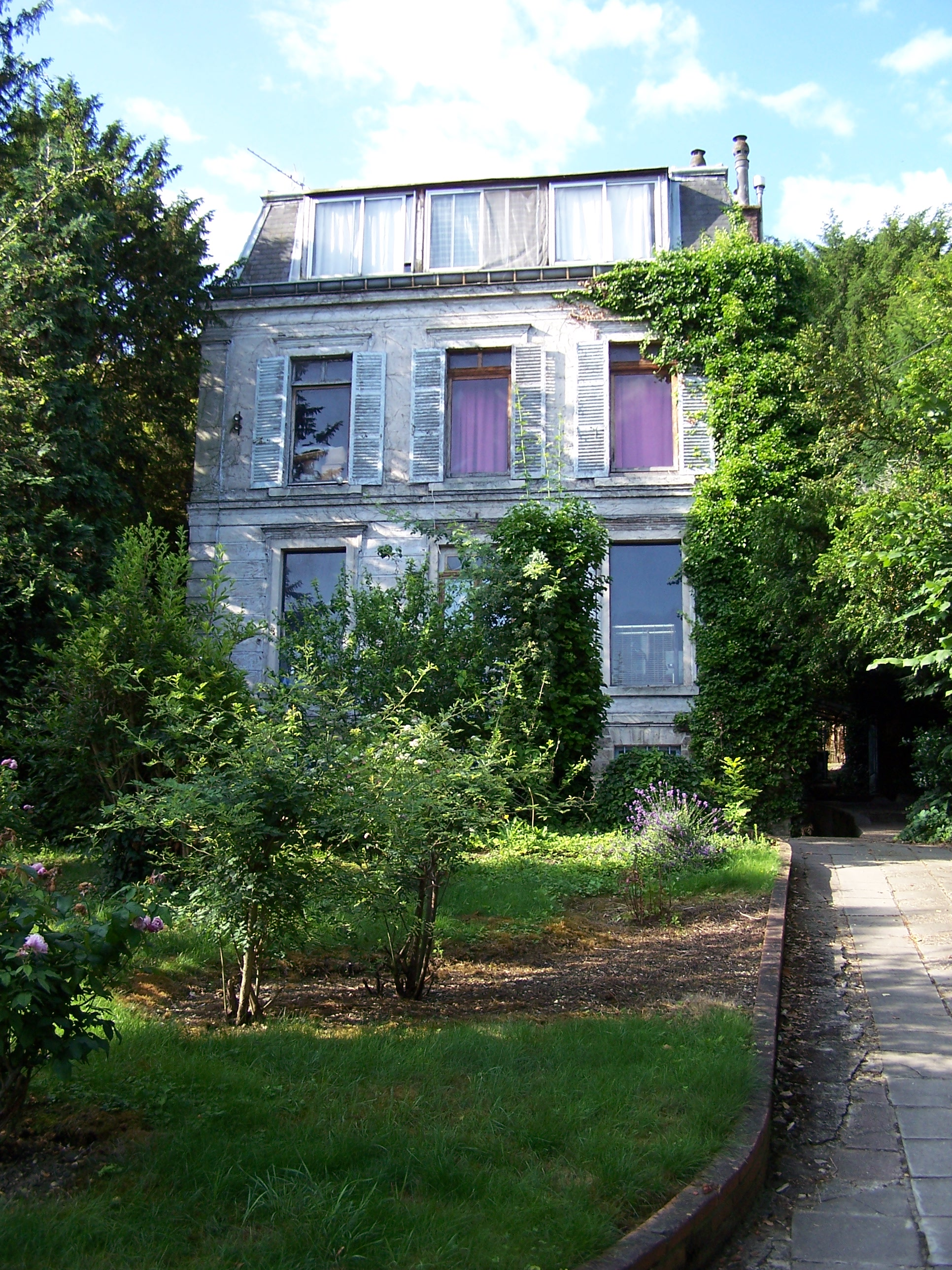
La casa di Céline a Meudon, dove passò gli ultimi anni della sua vita

 In Danimarca cominciò una cordiale corrispondenza epistolare con lo scrittore italiano Curzio Malaparte, che gli inviò una piccola somma di denaro.
(Lettera a Malaparte del 19 novembre 1947)
Nel febbraio del 1947 Céline ottiene la libertà provvisoria ed è ricoverato al Rigshospitalet di Copenaghen. Quattro mesi dopo viene liberato e va a vivere con la moglie in una soffitta della Kronprinsessegade Il periodo del suo soggiorno danese che va dall'estate del 1948 all'estate del 1950 lo passò a Korsør, in una capanna sulle rive del Baltico, di proprietà dell'avvocato di Céline, Albert Naud (1904-1977), priva di gas, elettricità ed acqua. Ma quel che più pesa a Céline è la solitudine. Il 1950, che vede la condanna di Céline da parte del Tribunale di Parigi e la travagliata operazione di Lili a Copenaghen, segna il momento forse più doloroso del suo esilio danese. Lo scrittore viene condannato in contumacia a un anno di carcere da scontare in Francia. Nel 1951, l'amnistia, che libera buona parte dei collaborazionisti o commuta le loro pene, e la guarigione di Lili porranno fine al periodo più buio di questa esperienza.

### Gli anni di Meudon
Il ritorno in Francia non è tuttavia privo di difficoltà: tutti gli scrittori di sinistra, su tutti Jean-Paul Sartre, chiederanno che sia ignorato e dimenticato da qualsiasi salotto letterario o centro culturale francese. Sartre in particolare lo additò come l'emblema del collaborazionista nel saggio "Portrait de l'antisémite" (Ritratto dell'antisemita). Nel 1948 Céline aveva replicato a "Tartre" ("tartaro", com'egli definiva Sartre) con l'articolo "A l'agité du bocal" ("All'agitato della brocca" espressione gergale che significa "Al tizio in stato di confusione mentale", tradotto in italiano come All'agitato in provetta, Tartre e altri titoli). Viene sminuito anche come scrittore, definendolo "una copia di James Joyce", cosa che lo farà arrabbiare non poco. Pochi lo difesero pubblicamente, tra di essi vi fu inaspettatamente Albert Camus, scrittore ed ex partigiano antinazista, che scrisse a suo favore durante il periodo del processo, nonostante Céline non lo amasse per niente e lo definisse "un moralista".
Del resto l'amnistia del 1951 lo liberava dal pericolo di essere incarcerato, specialmente per i suoi meriti di combattente decorato nella prima guerra mondiale, gli permetteva di tornare in Francia da uomo libero, ma lasciava valida la pena accessoria (comminata per "indegnità nazionale") della confisca di tutti i beni immobili in suo possesso e di quelli futuri (più tardi riuscirà ad acquistare una casa con la moglie, con l'espediente di attribuire a lei la proprietà), costringendolo a vivere con i pochi soldi della pensione di ex-combattente invalido di guerra, che gli viene permesso di continuare a percepire.
La diffusione delle opere di Céline soffrì inizialmente a causa della sua evoluzione antisemita e filonazista; Céline era spesso trascurato dai libri di testo nei paesi europei, Italia inclusa. Il suo nuovo editore, Gaston Gallimard (fondatore della Éditions Gallimard, nonché cugino e socio di Michel Gallimard, editore di Camus e altri celebri scrittori), subentrato ad Albert Denoel, che era stato assassinato, riuscì tuttavia a sconvolgere le carte, grazie all'abilità di Roger Nimier.
Il lancio del nuovo romanzo di Céline, Da un castello all'altro, nel giugno del 1957, fu disturbato da una serie di scandali, che agitarono sia gli ambienti di destra che quelli di sinistra. Prima un'intervista all'Express del 14 giugno realizzata da Madeleine Chapsal, poi un'altra intervista, concessa ad Albert Parinaud e apparsa il 19 giugno, riaprirono un dibattito sullo scrittore francese che si protrasse fino a settembre.

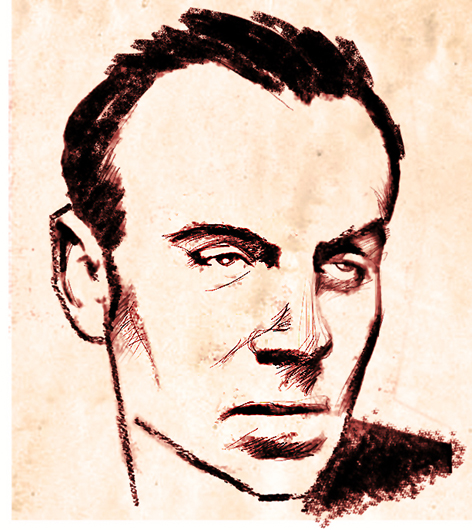
Disegno raffigurante Céline

Nel 1951, tornato in Francia dopo gli anni d'esilio in Danimarca, il dottor Destouches acquistò una casa a Meudon, un piccolo centro urbano a circa 10 km da Parigi. La casa da lui scelta si trovava su una collinetta dalla quale si dominava l'intera capitale. Céline aveva fatto piazzare la sua scrivania proprio davanti ad una finestra dalla quale si dominava il grande centro parigino. Continuò fino alla fine la sua attività di medico, anche se poche erano le persone che accettavano di farsi curare da lui. Da quella casa in dieci anni non uscì più di venti volte. Oltre alla fedele moglie, unici amici di Céline erano i numerosi animali di cui si era circondato.
Gli anni di Meudon sono gli anni dell'emarginazione sociale e culturale, ma la vena creativa non venne meno pubblicando Féerie pour une autre fois I (1952) e di Féerie pour une autre fois II detto anche Normance (1954). Sono poi gli anni della cosiddetta "trilogia tedesca" o "trilogia del nord" con D'un château l'autre (1957), Nord (1960) e Rigodon (1961, pubblicato postumo). «I suoi libri non si ristampano, e quando iniziano ad essere ristampati non si vendono», come ha scritto il critico Stenio Solinas. Unica consolazione per Céline è la pubblicazione nella «Bibliothèque de la Pléiade» dei suoi primi due romanzi, con la prefazione di Henri Mondor.
Di quando in quando riceveva un giornalista al quale dimostrava la nausea per l'ingratitudine dei compatrioti e per lamentarsi dei suoi persecutori che gli avevano causato danni morali ed economici. Pur non avendo subito la condanna capitale come toccò ad altri celebri uomini di cultura che collaborarono con il maresciallo Pétain (come Brasillach) egli soffrì e visse come un condannato, accentuando la sua misantropia.
Si appartò con Lucette in una casa zeppa di libri e cianfrusaglie, circondato da cani e gatti e in compagnia del pappagallo Toto spesso ritratto con lui. Si vestiva come un barbone con un paio di vecchi pantaloni sformati e tenuti su da una corda, maglioni consunti ed infilati l'uno sull'altro, la barba incolta.
Nel 1958 ricevette la visita di due autori beat statunitensi: il poeta Allen Ginsberg (di origini ebraiche) e lo scrittore William S. Burroughs, suoi ferventi ammiratori.
Con la salute in rapido declino, lavorò agli ultimi romanzi. Il 29 giugno 1961 comunicò all'editore di aver terminato il romanzo Rigodon; il 1º luglio 1961 fu colpito da aneurisma: si spense, per la successiva emorragia cerebrale e nell'indifferenza generale del mondo culturale, uno dei più grandi scrittori del '900, colui che seppe raccogliere, talvolta precorrendoli, i temi portanti del "secolo della violenza". La sua morte fu inoltre oscurata sui giornali francesi dalla morte di un altro scrittore tra luci e ombre, celebrato in vita e vincitore del premio Nobel per la letteratura, Ernest Hemingway suicida il giorno dopo.
Il quotidiano italiano La Stampa lo ricordò con un breve articolo del 2 luglio, in cui lo scrittore fu definito «anarchico che predicò il razzismo» e liquidato come autore di libri dal "successo fugace", "pieni di oscenità, scetticismo, odio e antisemitismo" e ormai in "squallida decadenza".
La casa di Céline, abitata dalla vedova fino alla sua morte avvenuta l'8 novembre 2019 (all'età di ben 107 anni), nel 1969 fu devastata da un incendio che distrusse gran parte delle sue carte.

### La sepoltura al Cimetière des Longs Réages

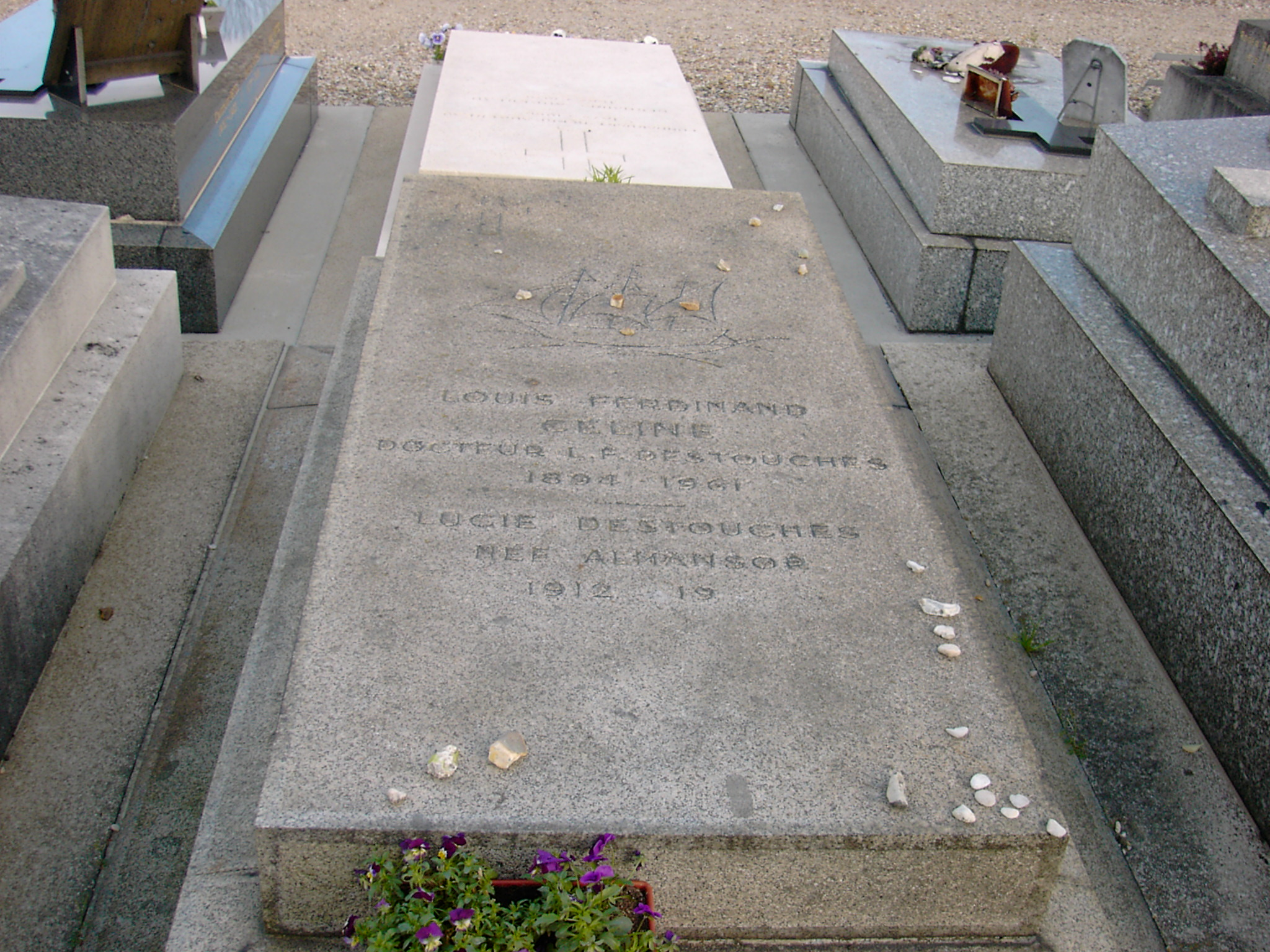
Tomba di Louis-Ferdinand Céline

Céline credette fino alla fine di venire sepolto al Père-Lachaise, il più prestigioso dei cimiteri di Francia dopo il Pantheon di Parigi, nella cappella di famiglia. La moglie, ben sapendo che il popolo francese si sarebbe opposto (nonostante per la legge lo scrittore ne avesse il diritto), lo fece invece seppellire nel cimitero di Meudon.
La sepoltura avvenne con la presenza di sole trenta persone, i più  noti: Marcel Aymé, l'editore Claude Gallimard (1914-1991), Roger Nimier, Robert Poulet, il cantautore, musicista e attore anarchico Jean-Roger Caussimon (1918-1985) e Lucien Rebatet.
La tomba di Céline è una lastra semplice di pietra sulla quale oltre a nome e date sono incise una croce in alto a sinistra e un veliero a tre alberi al centro: il veliero rappresenta l'amore per il viaggio che nutriva il dottore. Sulla tomba furono pure incise, nel 1961, per precisa volontà della consorte, anche le sue generalità  "Lucie Destouches née Almansor" con la data di nascita, 1912, lasciando vuota (ovviamente non potendolo sapere) la sua di morte, scritta sino ai numeri riguardante il secolo "19..", presumendo 
di restarne inserita. Decisione che evidentemente le ha portato fortuna. La scritta è ancora incompleta.

## Opere principali

### Viaggio al termine della notte
(Louis-Ferdinand Céline, Viaggio al termine della notte)
Il Voyage è indubbiamente il più famoso romanzo di Céline. Esso è un affresco della razza umana, sicuramente uno dei romanzi che meglio hanno saputo capirla e rappresentarla. Affronta tutti i temi più importanti del XX secolo: la guerra, l'industrializzazione, la decadenza coloniale, l'impoverimento e l'aridità delle coscienze.
Il titolo deriva da una strofa di una canzone cantata dall'ufficiale svizzero Thomas Legler: «Notre vie est un voyage / Dans l'Hiver et dans la Nuit / Nous cherchons notre passage / Dans le Ciel où rien ne luit» (La nostra vita è un viaggio / in Inverno e nella Notte / noi cerchiamo il nostro passaggio / in un Cielo senza luce»), datata 1793 e posta ad esergo del romanzo.
È la storia di un medico, Ferdinand Bardamu, alter ego dell'autore, che dopo aver partecipato alla prima guerra mondiale si imbarca per le colonie, di qui negli Stati Uniti e poi nuovamente in Francia dove diventa medico dei poveri.
Narrato in prima persona, come tutte le sue opere, il romanzo è un pretesto per la riflessione sulla vita, di intonazione nichilista e pessimista.

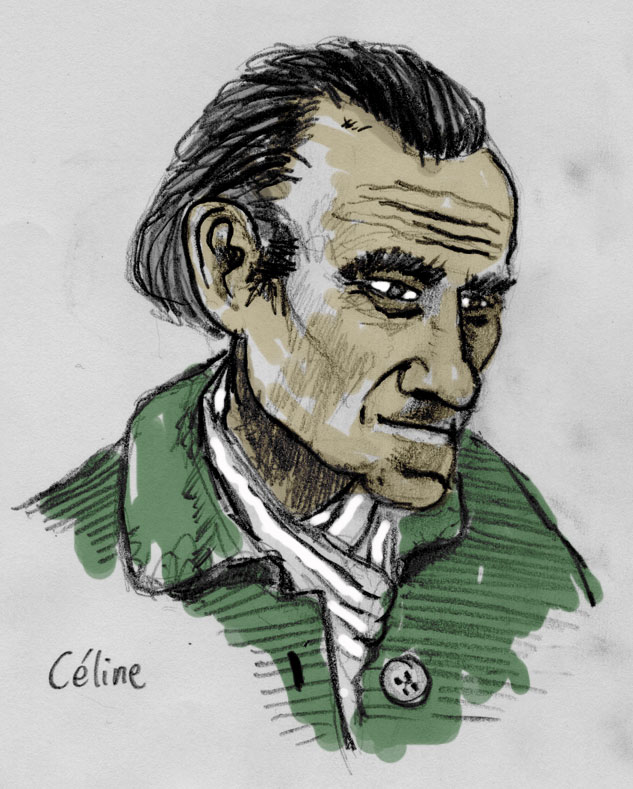
Ritratto di Céline

### Morte a credito
Pubblicato nel 1936, è il secondo romanzo di Céline, lo stile è spinto ancor più all'estremo, l'argot balla galleggiando su quei tre punti di sospensione che non lasciano riprendere fiato. In Italia arriva piuttosto tardi, nel 1964, nella traduzione di Giorgio Caproni. È considerato uno dei capolavori della letteratura francese del Novecento.
È un romanzo che segue un filo autobiografico, infatti il protagonista è un ragazzo di nome Ferdinand, che deve affrontare la vita nel Passage Choiseul, il suo inserimento nel mondo del lavoro, i suoi viaggi, lo studio.
Il romanzo è una presa di distanza dalla vita, che non è quello che generalmente l'uomo crede e che alla fine porta a conquistare l'unico credito che siamo sicuri di riscuotere: la morte.
(Louis-Ferdinand Céline, Morte a credito)

### Ipamphlet
Nel 1936 Céline raggiunta la notorietà decide di intraprendere un viaggio in Russia per conoscere la cultura sovietica. Questo viaggio sarà documentato nel libello Mea Culpa, una pesante accusa al comunismo inteso come utopia.
Rispettivamente nel 1937 e nel 1938 pubblica Bagatelles pour un massacre (Bagatelle per un massacro) e l'École des cadavres (La scuola dei cadaveri). Questi due pamphlet, in cui Céline critica duramente gli Ebrei, giudicati dal protagonista-narratore pericolosi per la cultura e la civiltà, gli costeranno pesanti accuse di antisemitismo.
Nel 1941 esce negli ambienti filonazisti, in edizione limitata, Les Beaux Draps (La bella rogna). Le opere antisemite di Céline non potevano essere vendute a seguito di una condanna per diffamazione del 1939.
Nel frattempo il suo stile di scrittura è diventato sempre più rivoluzionario. L'argot, lingua gergale, da lui usato per la scrittura sfocia sempre più spesso in una specie di delirio. Falso delirio, perché Céline prima di pubblicare correggeva le bozze almeno tre volte, apportando anche pesanti cambiamenti.
Céline stesso vieterà la riedizione dei pamphlet, che saranno diffusi solo con edizioni non autorizzate, a parte in Canada (2012), dove nel 2011 i diritti sono scaduti e le opere cadute in pubblico dominio. Solo nel 2017, per motivi economici dovute alle sue condizioni di salute, la vedova (all'epoca di 105 anni) decise di dare il permesso per la pubblicazione. I quattro pamphlet, più alcuni scritti di autodifesa del dopoguerra, avrebbero dovuto essere stampati con apparato critico in unico volume nel 2018 da Gallimard, con il titolo Scritti polemici (ripresa dell'edizione canadese per il Quebec), ma le numerose proteste e le richieste di associazioni contro il razzismo e di ex deportati o loro famiglie (tra cui l'associazione fondata da Serge e Beate Klarsfeld) hanno fatto decidere l'editore per bloccare l'edizione a data da destinarsi.
Antoine Gallimard, presidente dell'omonima casa editrice dal 1988, sostiene di non aver rinunciato al suo progetto, perché «quest'edizione è essenziale per mostrare la storia dell'antisemitismo in Francia nel periodo tra le due guerre. Non dobbiamo avere paura, un editore deve poter pubblicare tutto». In Francia la legge è esplicita: la libertà creativa è garantita, e non deve subire impedimenti di carattere morale o ideologico, «altrimenti», conclude Gallimard, «si dovrebbe smettere di leggere Louis Aragon perché ha elogiato Iosif Stalin.
I pamphlet saranno nel pubblico dominio nel 2031.

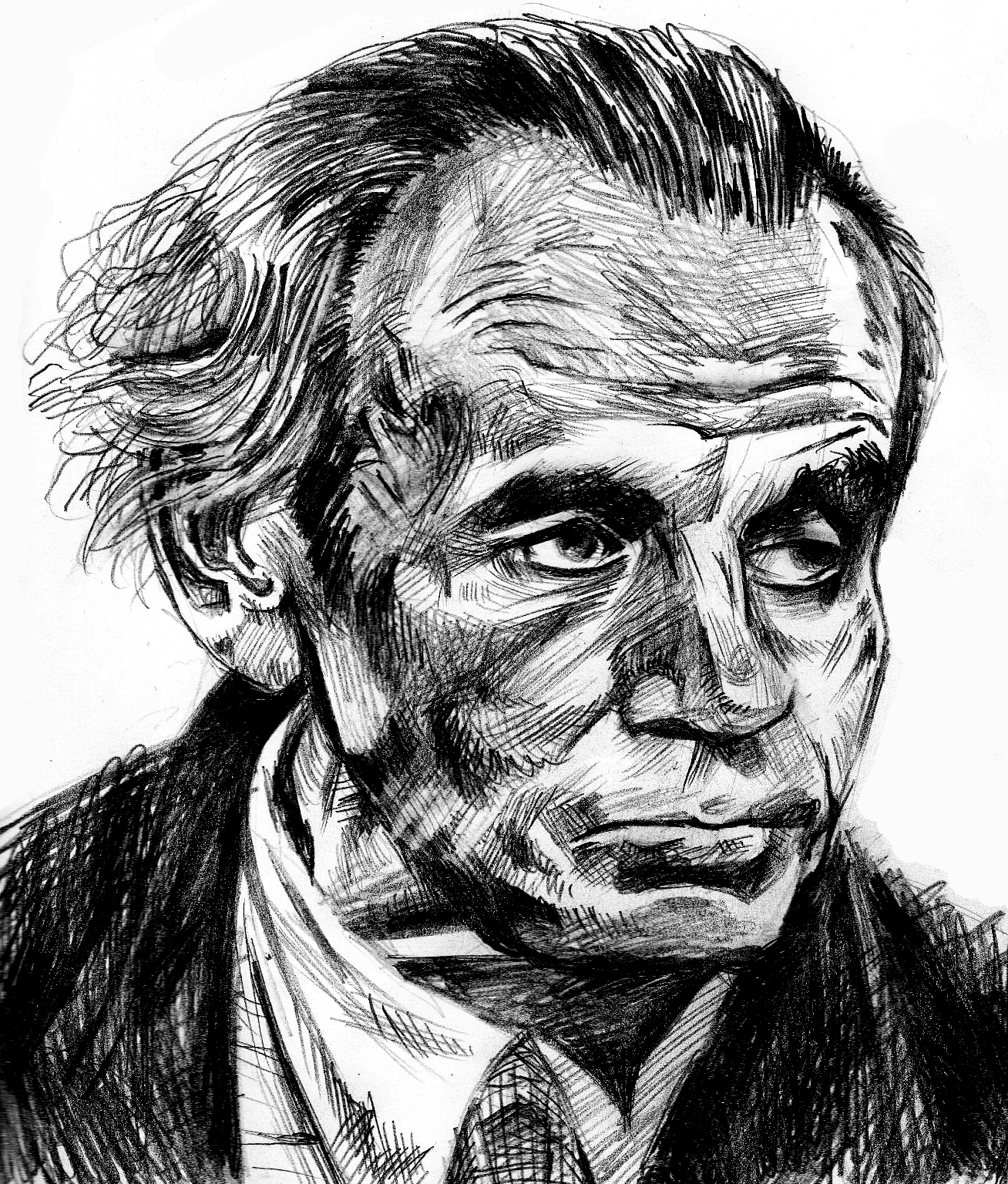
Louis-Ferdinand Céline in un ritratto

### Pantomima per un'altra volta
Céline racconta due passaggi importanti della propria vita: gli ultimi mesi nel suo appartamento di Parigi in Rue Girardon a Montmartre dove lavora come medico (prima di andare in esilio, prima in Germania e poi in Danimarca dove sarà arrestato); ed il periodo della sua carcerazione immediatamente successiva alla fine della seconda guerra mondiale.
La narrazione è inframmezzata da episodi grotteschi al limite del carnevalesco; fantasmi, sogni, deliri ed ossessioni appaiono e scompaiono per poi riapparire nuovamente, intersecandosi così col particolare stile musicale di Céline, in un mondo ove la nuda realtà viene costantemente sottomessa alla fantasia dell'autore, con affermazioni del tipo: «Quando vorrete, vi proverò l'esistenza di Dio al contrario».
Il tema portante del romanzo autobiografico è la propria discolpa dalle accuse di filonazismo. Il libro porta la dedica «Agli animali, ai malati, ai prigionieri».

### Trilogia del Nord
D'un château l'autre (Da un castello all'altro (1957) nella traduzione) è il primo di una serie di tre romanzi che saranno per l'Italia riuniti sotto il nome di Trilogia del Nord (scritta negli anni di Meudon), gli altri due titoli sono Nord (1960) e Rigodon (pubblicato 
dopo la sua morte nel 1969), i quali impegneranno l'autore fino alla morte.
Nei tre romanzi si narrano le peripezie di Céline, della moglie Lucette e del gatto Bébert che fuggono per la Germania in fiamme. Scappati dalla Francia come collaborazionisti della Germania nazista, cercano in ogni modo di andare verso nord e raggiungere la Danimarca. Solo alla fine di Rigodon Céline svela quest'attrazione magnetica per il nord: sperava, infatti, di recuperare un piccolo capitale (frutto dei diritti sui libri pubblicati) messo al sicuro in Danimarca già prima della guerra.
In questi romanzi la petite musique céliniana raggiunge la sua massima espressione, e persino la vena narrativa torna ad essere avvincente come nei primi titoli pubblicati.

### Rigodon
In particolare  riguardo Rigodon, come detto apparso dopo la sua morte, nel 1969 e facente parte della trilogia vi è un maggiore contenuto tragi-comico, nello stile del quale Céline è ritenuto un maestro. Benché ambientato nella cupa e tetra atmosfera della Berlino durante il periodo della IIª guerra mondiale, il sergente Destouches è testimone di quello che resta dello stato francese a Sigmaringen e vive la fuga di sua moglie Lucette insieme al gatto di casa Bébert in una Germania distrutta, in fiamme, allo stremo.  Si respira l'atmosfera apocalittica della fine del Reich proclamatosi "millenario". Questa ultima trilogia prima della morte dell'autore con "Da un castello all'altro" del 1957 e "Nord" del 1960 rappresenta per gli studiosi dell'autore l'apoteosi di un'opera senza pari. 
Céline che sfiorò la morte diverse volte vivendo la guerra anche fra ospedali e cure. Sulla nave "Chella" (1939) e in Germania fra l'agosto del 1944 e marzo 1945, testimone poi lui stesso medico e più che mai fermo con l'ideale del mai più un simile orrore. "Viaggio al termine della notte" sarà poi il suo manifesto di repulsione della guerra.

## Altre opere

### SerieInfanzia-Guerra-Londra
In una lettera al suo editore Robert Denoël del 16 luglio 1934, Céline disse di voler lavorare a un progetto diviso in tre parti: ‘Infanzia, Guerra, Londra’. L’infanzia concerne Morte a credito, la Prima Guerra Mondiale nel Viaggio al termine della notte, e Londra in Guignol’s band. Guerre, riapparso tra gli inediti e pubblicato nel maggio 2022, fa parte del trittico.
- Voyage au bout de la nuit (1932)
  - trad. Alex Alexis [pseudonimo di Luigi Alessio], Viaggio al termine della notte, Milano, Corbaccio, 1933; nuova ediz., Collana Scrittori di tutto il mondo, Milano, Dall'Oglio, 1962, 1971, 1980.
  - trad. Ernesto Ferrero, Viaggio al termine della notte, Collana Scrittori di tutto il mondo, Milano, Corbaccio, 1992, con Ernesto Ferrero, Céline, ovvero lo scandalo del secolo, pp. 555–572; Collana I Grandi Scrittori, Milano, Corbaccio, 2011.
- Mort à crédit (1936)
  - Morte a credito. Romanzo, Saggio critico di Carlo Bo, Versione di Giorgio Caproni, Collana Romanzi moderni, Milano, Garzanti, 1964 [edizione censurata]; Collana Narratori moderni, Milano, Garzanti, 1981 [edizione integrale].
- Guignol's band (1944)
  - Guignol's band, Traduzione di Gianni Celati, Torino, Einaudi, 1982.
  - Guignol's band I-II, preceduti da Casse-pipe, Edizione italiana a cura di Gianni Celati, annotata da Henri Godard, Torino, Einaudi-Gallimard, 1996, Collana «Biblioteca della Pléiade».
- Guignol's Band II: Le Pont de Londres (1964)
  - trad. Gianni Celati e Lino Gabellone, Il ponte di Londra, Collana SuperCoralli, Einaudi, Torino, ottobre 1971, con Nota introduttiva [Gianni Celati]
  - Guignol's band I-II preceduti da Casse-pipe, a cura di Gianni Celati, note di Henri Godard, Einaudi-Gallimard, Torino, 1996
    - trad. di Gianni Celati, Guignol's Band II, pp. 311–693
    - Note, pp. 838–881
    - Gianni Celati, Prefazione, pp. VI-XXI
- Guerre, a cura di Pascal Fouché, Prefazione di François Gibault, Collection Blanche, Paris, Gallimard, 2022, ISBN 978-20-729-8322-1.
  -  Guerra, traduzione di Ottavio Fatica, a cura di Pascal Fouché, Premessa di François Gibault, Collana Biblioteca n.748, Milano, Adelphi, 2023, ISBN 978-88-459-3793-4.
- Londres, Prefazione e cura di Régis Tettamanzi, Paris, Gallimard, 2022, pp. 576, ISBN 978-20-729-8337-5.
- La Volonté du Roi Krogold suivi de La Légende du Roi René, Édition établie et présentèe par Véronique Chovin, Paris, Gallimard, 2023, pp. 320, ISBN 978-20-729-8327-6.

### Libri in ordine cronologico
- La vie et l'oeuvre de Philippe Ignace Semmelweis 1818-65 (1924)
  - trad. Anita Licari [ed. parziale], Prefazione alla tesi su «La vita e l'opera di Ph.-I. Semmelweis», «Il Verri», 26, 1968
  - trad. Ottavio Fatica ed Eva Czerkl, Il dottor Semmelweis, Collana Piccola Biblioteca n.30, Milano, Adelphi, 1975, con Guido Ceronetti, Semmelweis, Céline, la morte, pp. 105–134.
- L'Église (1933)
  - riduzione, adattamento e traduzione di Giovanni Russo e Rino Di Silvestro, L'Église, Roma, Trevi, 1968
  - trad. Manuela Congia, La chiesa, S. Lucia di Piave, Edizioni Soleil, 1993, con nota di G. R. [Gian Paolo Ritze]
  - trad. Susanna Spero, La Chiesa, Roma: Irradiazioni, 2002, con introduzione di Maurizio Gracceva
- Mea culpa (1936)
  - trad. Giovanni Raboni, Mea culpa, Parma, Guanda, 1994, con in appendice (trad. Antonietta Sanna):
    - Viktor Pétrovic Balachov, Voce «Céline» della piccola enciclopedia letteraria sovietica (vol. VI, 1971, p. 734), pp. 45–46
    - A. I. [Arina Istratova], Sintesi della voce «Céline» della grande enciclopedia letteraria sovietica [vol. XXIII, 1976, p. 204], pp. 47–48
    - Arina Istratova, Mea culpa per anime interdette, pp. 49–58
    - A. Istratova, Presentazione di «Mea Culpa» sul «Giornale Indipendente» del 1º agosto 1991, pp. 59–61
    - H. G. [Henri Godard], Nota, pp. 62–63
    - H. G., Céline, Aragon, Triolet, itinerari incrociati [piccola antologia], pp. 64–77
    - Giovanni Raboni, Introduzione, pp. 7–16

  - trad. Flaviano Pizzi, Mea Culpa. Omaggio a Zola, Piombino, Traccedizioni, 1990 [coll. «Le carte gialle», 10, 58 p.]
- Bagatelles pour un massacre (1937)
  - Bagattelle per un massacro. Barricata individuale, traduzione di Alex Alexis, Milano, Corbaccio, 1938 [ed. con molti tagli]
  - Bagattelle per un massacro, traduzione anonima, Caserta, Aurora, s. d. [ma 1976], con Introduzione di Francesco Leonetti
  - Bagatelle per un massacro, traduzione di Giancarlo Pontiggia, Parma, Guanda, 1981, con nota introduttiva di Ugo Leonzio
- L'École des cadavres (1938)
  - La scuola dei cadaveri, trad. anonima [Gian Paolo Ritze e Manuela Congia], S. Lucia di Piave, Edizioni Soleil, 1997
  - trad. di Gianpaolo Rizzo, Omnia Veritas Ltd, 2018.
- Les beaux draps (1941)
  - trad. Delfina Provenzali, Le belle bandiere, Milano, Scheiwiller, 1975
  - trad. Daniele Gorret, in Mea Culpa. La bella rogna, Milano, Ugo Guanda, Milano 1982, 201 p. [coll. Biblioteca della Fenice, 44]
    - Notizie sulla vita e le opere di Céline, pp. 7–16
    - Bibliografia essenziale, pp. 17–20
    - Mea Culpa, trad. di Giovanni Raboni, pp. 21–34
    - Les beaux draps, trad. di Daniele Gorret, pp. 35–174
    - Jean-Pierre Richard, Nausea di Céline (trad. Daniele Gorret), pp. 175–199
- Foudres et flèches (1948)
  - trad. Massimo Raffaeli, Fulmini e saette e altri testi per il cinema, Brescia, L'Obliquo, 1998
    - Fulmini e saette, pp. 7–34
    - M.R. [Massimo Raffaeli], Nota, pp. 35–36
    - Arletty, pp. 37–44 (già in «Taccuini di Barbablù», 8, Siena, 1987)
    - Segreti nell'isola (Secrets dans l'île, 1936), pp. 45–53 (già in «Il gallo silvestre», 2, Siena, 1990)
- Scandale aux abysses (1950)
  - trad. Ernesto Ferrero, Scandalo negli abissi, Genova, il melangolo, 1984, con illustrazioni di Emilio Tadini, con Ernesto Ferrero, Il dottore e la ballerina, pp. 71–78
- Casse-pipe (1952)
  - a cura di Ernesto Ferrero, Casse-pipe, Torino, Einaudi, 1979, contiene:
    - Rambouillet, Il taccuino del corazziere Destouches (Carnet du Cuirassier Destouches), pp. 81–87
    - Glossario, pp. 89–93
    - Ernesto Ferrero, Nota, pp. 95–111
    - Cronologia della vita e delle opere di L.-F. Céline, pp. 113–119

  - trad. Ernesto Ferrero, in Guignol's band I-II preceduti da Casse-pipe, a cura di Gianni Celati, note di Henri Godard, Torino, Einaudi-Gallimard, 1996
    - Casse-pipe, pp. 1–64
    - Appendici (trad. Ernesto Ferrero e Piero Arlorio), pp. 65–78
      - Storia di «Casse-pipe» raccontata da Céline nel 1957 [da Robert Poulet, Entretien familiers avec L.-F. Céline, Plon, Paris 1958, p. 61]
      - Frammenti del seguito del racconto in una versione precedente
      - Il taccuino del corazziere Destouches
      - Lettera a Roger Nimier del 1º novembre sul 12° Corazzieri [da «Libération», 4 giugno 1984]
      - Il battesimo del fuoco del 1914 raccontato da Céline nel 1939 [da P. Ordioni, Commando et cinquième colonne en mai 1940, «Cahiers Céline», 1, pp. 125–28]

    - Henri Godard (trad. Piero Arlorio), Notizia storico-critica, pp. 697–726
    - Casse-pipe. Note, pp. 730–737
    - Appendici. Note, pp. 737–741
- Féerie pour une autre fois (1952)
  - trad. Giuseppe Guglielmi, Pantomima per un'altra volta, Einaudi, Torino, 1987, con Giuseppe Guglielmi, Il delirio incatenato, pp. 193–199; Collana ET Scrittori, Einaudi, Torino, 2011.
- Normance. Féerie pour une autre fois II (1952)
  - trad. Giuseppe Guglielmi, Normance, Einaudi, Torino, 1988
- Entretiens avec le Professeur Y (1955)
  - trad. Gianni Celati e Lino Gabellone, Colloqui con il professor Y, Collana Letteratura n. 15, Einaudi, Torino, 1971; Collana Nuovi Coralli, Einaudi, 1980, con Gianni Celati, La scrittura come maschera, pp. 103–110; Collana Letture, Einaudi, Torino, 2009
- D'un château l'autre (1957)
  - Il castello dei rifugiati, traduzione di Renato Della Torre, Firenze, Vallecchi, 1973.
  - Da un castello all'altro, traduzione di Giuseppe Guglielmi, Collana SuperCoralli, Torino, Einaudi, 1991, ISBN 88-06-12311-4; introduzione di Gianni Celati, Collana ET Scrittori, Torino, Einaudi, 2008, ISBN 978-88-06-19150-4.
  - Da un castello all'altro, in Trilogia del Nord, traduzione di Giuseppe Guglielmi, edizione presentata, stabilita e annotata da Henri Godard, Biblioteca della Pléiade n. 9, Torino, Einaudi-Gallimard, 1994, pp. 1–291, ISBN 88-446-0015-3.
- Ballets sans musique, sans personne, sans rien (1959)
  - Tre balletti senza musica, senza gente, senza niente, a cura di Elio Nasuelli, Milano, Archinto, 2005
- Nord (1960)
  - trad. Giuseppe Guglielmi, Nord, Collana SuperCoralli, Einaudi, Torino, 1973-1975-1997, contiene G. Guglielmi, La corte dell'ira, pp. 407–419,; Prefazione di Massimo Raffaeli, Collana Letture, Einaudi, Torino, 2014 ISBN 978-88-06-20799-1; seconda parte della Trilogia del Nord
  - Trilogia del Nord: Nord, Torino, Einaudi-Gallimard, 1994, pp. 293–683
  - Notizie Storico-critiche, pp. 1003–1022
  - Note, pp. 1022–1037
- Rigodon (1969, postumo)
  - Rigodon, Traduzione di Ginevra Bompiani, Milano, Bompiani,1970; poi Milano, Garzanti, 1974.
  - Trilogia del Nord: Da un castello all'altro - Nord - Rigodon, Edizione presentata, stabilita e annotata da Henri Godard, Traduzione di Giuseppe Guglielmi, Torino, Einaudi-Gallimard, 1994, Collana «Biblioteca della Pléiade», pp. 685–898.
  - Rigodon, Traduzione di Giuseppe Guglielmi, Prefazione di Massimo Raffaeli, Torino, Einaudi, 2007, ISBN 978-88-06-18682-1.
- Progrès (1978)
  - a cura di Giuseppe Guglielmi, Progresso, Torino, Einaudi, 1981, con Giuseppe Guglielmi, Fedra e il saltimbanco, pp. V-VIII
- I Sotto uomini. Testi sociali, a cura di Giuseppe Leuzzi, Milano, Shakespeare and Co., 1993, contiene
  - Luisiana (1925)
  - Nota sull'organizzazione sanitaria delle fabbriche Ford a Detroit (1925)
  - Note su servizio sanitario della Compagnia Westinghouse a Pittsburgh (1925)
  - Le assicurazioni sociali e una politica economica della salute pubblica (1928)
  - La medicina alla Ford (1928)
  - Per stroncare la disoccupazione stroncheranno i disoccupati? (1933)
  - Nota bio-bibliografica, pp. 55–76
  - Nota ai testi, pp. 77–78
  - Giuseppe Leuzzi, Céline l'americano, pp. 7–54
- Histoire du petit Mouck (1997)
  - trad. Vivien Lamarque, Storia del piccolo Mouck, con illustrazioni di Edith Destouches, Rizzoli, Milano, 1998
- Tartre, a cura di Massimo Raffaeli, Brescia, L'obliquo, 2005
- Le onde, trad. Anna Rizzello, Pistoia, Via del vento, 2009

### Interviste ed Epistolari
- Polemiche, trad. Francesco Bruno, Parma, Guanda, 1995 [interviste tratte da «Cahiers Céline», 7, 1986 con: Robert Massin, François Nadaud, François Gillois, Chambri, Georges Cazal, Francine Bloch, Julien Alvard]
- Interviste (da «Paris Review»), trad. di Alessandro Clementi, Roma, Minimum fax, 1996
  - interviste con Jacques Darribehaude, Jean Guenot, André Parinaud e Claude Serraute
  - Bio-bibliografia essenziale, pp. 53–58
  - Erri De Luca, Louis Ferdinand, pp. 5–10
- Lettere dall'esilio 1947-49, a cura di Elio Nasuelli, Milano, Archinto, 1992
  - Lettere a Milton Hindus, pp. 25–119
  - Note, pp. 120–27
  - Nota biografica, pp. 129–132
  - Elio Nasuelli, Prefazione, pp. 5–23
- Lettere a Elisabeth, a cura di Alphonse Juilland, trad. Rosanna Pelà, Milano, Archinto, 1993.
- Céline e l'attualità letteraria 1932-57, testi riuniti da Jean-Pierre Dauphin e Henri Godard, a cura di Giancarlo Pontiggia, Milano, SE, 1993 [testi da «Cahiers Céline», 1, 1976], interviste con:

- - Pierre-Jean Launay (1932)
  - Max Descaves (1932)
  - Merry Bromberger (1932)
  - Paul Vialar (1932)
  - Georges Altman (1932)
  - Victor Molitor (1933)
  - Élisabeth Porquerol (1961)
  - Robert de Saint-Jean (1933)
  - Max Descaves (1933)
  - G. Ulysse (1933)
  - Charles Chassé (1933)
  - J. T. su Balzac (1933)
  - Sterling North (1934)
  - André Rousseaux (1936)
  - Anne Fernier (1936)
  - Pierre Ordioni (1940)
  - André Parinaud (1953)
  - Madeleine Léger (1954)
  - André Brissaud (1954)
  - Gérard Jarlot (1956);
  - Qu'on s'explique. Postfazione a Voyage (1933)
  - Lettera a Hélène Gosset (1933)
  - Hommage à Zola (1933)
  - Risposta a un'inchiesta di «Commune»: Pour qui écrivez-vous? (1934)
  - Risposta a un'inchiesta di «Figaro»: Faut-il tuer les prix littéraires? (1934)
  - Lettera a «Merle Blanc» (1936)
  - Risposta a un'inchiesta di «Nouvelles Littéraires»: Où écrivez-vous? (1937)
  - Lettera a «Le Merle» (1939)
  - Prefazione ad A. Serouille, Bezons à travers les âges (1944)
  - Lettera a Théophile Briant (1944)
  - Lettera a «Combat» (1947)
  - Lettera a Galtier-Boissière (1950)
  - Risposta a un'inchiesta di «Crapouillot»: Choses vues, mots entendus par.. (1950)
  - Lettera a Paul Lévy (1951)
  - Risposta a un'inchiesta di «Arts»: Pour avoir des cas de conscience il faut des loisirs (1956)
  - L'argot est né de l'haine (1957)
  - Giancarlo Pontiggia, CinéCéline, pp. 137–144

- Lettere e primi scritti d'Africa (1916-17), Genova, Il melangolo [coll. “Lecturae”], 160 p.
- Céline vivant. Entretiens - biographie (cofanetto di 2 DVD con le interviste concesse da Céline nel Secondo Dopoguerra più un opuscolo di 36 pagine scritto da Emile Brami), Collezione Regards, Editions Montparnasse, 2007
- Lettere a Marie Canavaggia. Lettere scelte 1936-1960, a cura di Jean-Paul Louis, trad. Elio Nasuelli, Milano, Archinto, 2010
  - Jean-Paul Louis, Introduzione, pp. 5–16
  - Elio Nasuelli, Postfazione, pp. 165–70
- Céline ci scrive. Le Lettere di Louis-Ferdinand Celine alla stampa collaborazionista francese. 1940-1944, a cura di Andrea Lombardi, prefazione di Stenio Solinas, Roma, Edizioni Settimo Sigillo, 2013
- Lettres à Henry Mondor (41 lettere inedite), Collection Blanche, Gallimard, 2013
- Lettere alle amiche, a cura di Colin W. Nettelbeck, trad. Nicola Muschitiello, Collana Piccola Biblioteca n.683, Milano, Adelphi, 2016
- Lettere agli editori, a cura di Martina Cardelli, Macerata, Quodlibet, 2016 [219 lettere]
- Louis-Ferdinand Céline - Un profeta dell'Apocalisse. Scritti, interviste, lettere e testimonianze, a cura di Andrea Lombardi, Milano, Bietti, 2018
- Céline contro Vailland. Due scrittori, una querelle, un palazzo di una via di Montmartre sotto l'Occupazione tedesca, a cura di Andrea Lombardi, Massa, Eclettica, 2019

## Inediti e altri manoscritti ritrovati

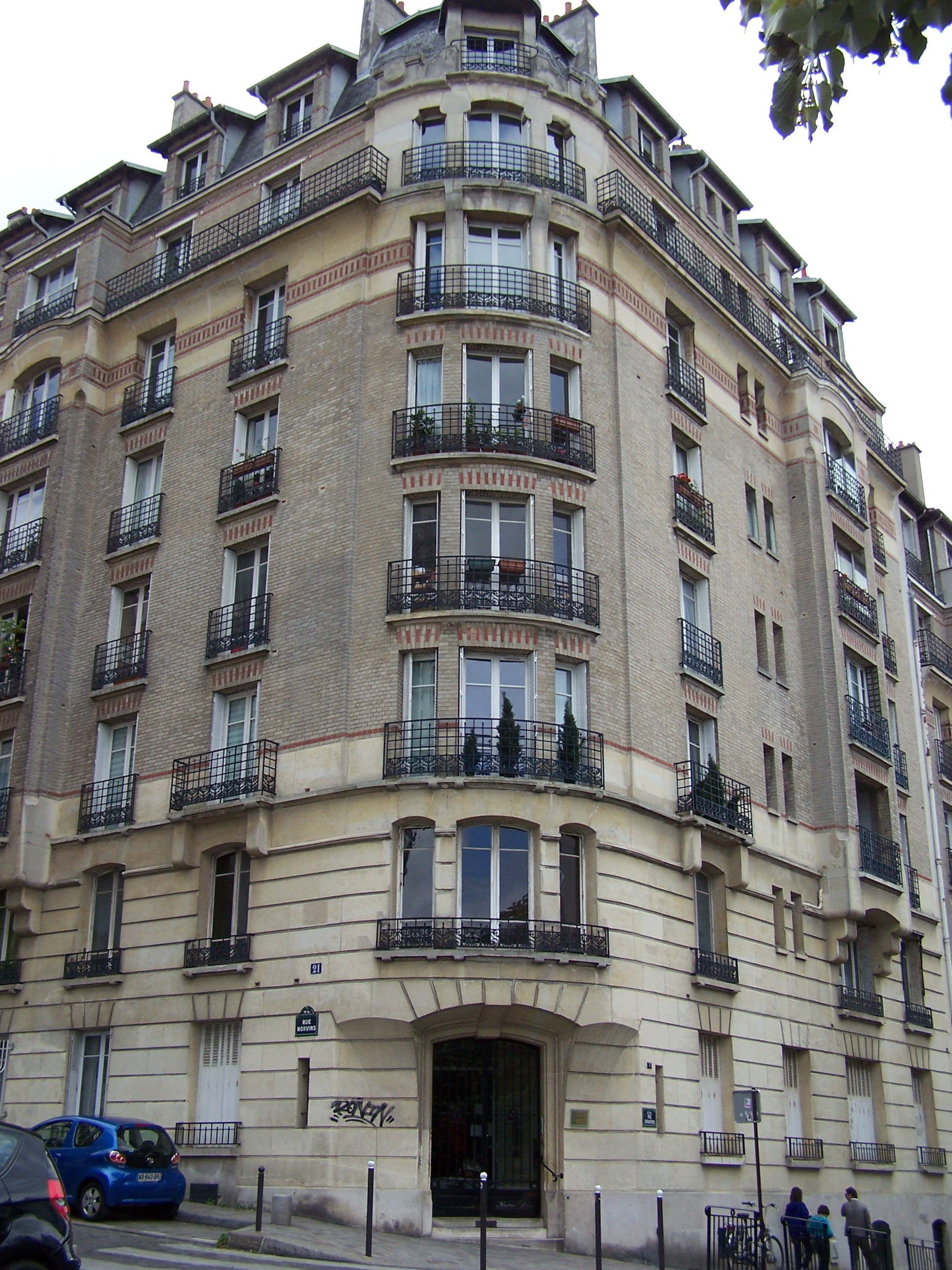
La casa di Montmartre, (18⁰ arrondissement) rue Girardon, num. 4, dove al quinto piano visse lo scrittore Céline dal 1941 al giugno 1944 con la moglie Lucette e il gatto Bébert. La casa fu perquisita in seguito dalla Resistenza francese e nel 2021 sono ricomparsi alcuni manoscritti inediti di Céline, dati poi dal critico teatrale Jean-Pierre Thibaudat all’avvocato Emmanuel Pierrat alla morte della vedova di Céline Lucette Almansor (1912-2019). Eredi probabili il biografo céliniano François Gibault e la signora Véronique Chovin

Nell'agosto 2021 viene reso noto che nel marzo 2020 Jean-Pierre Thibaudat, giornalista di Libération, aveva consegnato alla polizia di Nanterre seimila pagine inedite, che contengono alcune opere considerate complete: La Volonté du roi Krogold, una saga medievale alla quale l'editore Denoël aveva negato la pubblicazione nonostante il successo del Voyage, uscito finalmente nel 2023; il romanzo Londres; più altri scritti su temi già presenti in opere già pubblicate (Casse-pipe, Morte a credito, Viaggio al termine della notte). Queste pagine, verosimilmente, furono sottratte dall'appartamento parigino del 18⁰ arrondissement dove aveva vissuto il celebre scrittore, al num. 4, quinto piano, di rue Girardon a Montmartre dopo la sua fuga alla fine della seconda guerra mondiale e avventurosamente recuperate. La mole di pagine ritrovate, i fogli ingialliti, fece pensare ad alcuni, tra cui David Alliot, scrittore francese e esperto di Céline, che ci volessero molti anni prima che questi scritti potessero essere pubblicati integralmente. L'editore Antoine Gallimard, detentore dei diritti esclusivi di tutti gli inediti, ha dichiarato di voler ripubblicare Casse-pipe, integrato delle parti ritrovate, nella prestigiosa Collection Blanche nel 2023, e nello stesso anno il terzo volume dei romanzi di Céline nella Bibliothèque de la Pléiade.
Nel maggio 2022 Gallimard pubblica Guerre, primo romanzo inedito compreso in questo ritrovamento, lungo 150 pagine. Pascal Fouché, che ne è il curatore in collaborazione con François Gibault, ritiene che sia stato scritto nel 1934. Il secondo, Londres, è stato pubblicato nell'ottobre 2022; consta di 576 pagine e fu verosimilmente scritto prima del 1936 e della deriva antisemita di Céline, in quanto vi appare la figura estremamente positiva del medico ebreo Yugenbitz.

## Citazioni nella cultura di massa
- In Pulp, famoso romanzo di Charles Bukowski, Céline riesce ad ingannare la Signora Morte e a prolungare la propria vita.
- La celebre citazione introduttiva di Viaggio al termine della notte è stata usata come "epigrafe" del film La grande bellezza di Paolo Sorrentino: «Viaggiare è molto utile, fa lavorare l'immaginazione, il resto è solo delusioni e pene. Il viaggio che ci è dato è interamente immaginario: ecco la sua forza, va dalla vita alla morte. Uomini, bestie, città e cose: è tutto inventato».
- In un altro film precedente di Paolo Sorrentino, Le conseguenze dell'amore, è presente la lettura di un brano del Viaggio al termine della notte: « Poi succeda quel che vuole. Bell'affare. Il vantaggio d'eccitarsi, in fin dei conti, solo su delle reminiscenze. Puoi possederle, le reminiscenze. Puoi comperarne di belle, di splendide, una volta per tutte. La vita è più complicata, quella delle forme umane specialmente. Un'avventura paurosa, non c'è niente di più disperato. A confronto di questo vizio, delle forme perfette, la cocaina non è che un passatempo per capistazione. Ma torniamo alla nostra Sophie: facevamo come dei progressi in poesia, solo con l'ammirare il suo essere tanto bella e tanto più incosciente di noi. Il ritmo della sua vita scaturiva da altre sorgenti, che non le nostre, striscianti per sempre le nostre, invidiose. Questa forza allegra, precisa e dolce insieme, che l'animava dai capelli alle caviglie ci veniva a turbare. Ci inquietava in un modo incantevole, ma ci inquietava, è la parola».

### Musica
- Giorgio Gaber e Sandro Luporini presero ispirazione da Céline per alcuni loro testi del teatro canzone, in particolare la canzone La strada (nota anche come C'è solo la strada, dallo spettacolo Anche per oggi non si vola).[79] Ma è soprattutto nel lavoro di teatro musicale intitolato Polli d'allevamento (1978-79) che Gaber e Luporini manifestano il proprio profondo attaccamento a Céline con brani recitati (La paura) e nella canzone La festa, il cui testo riprende quasi letteralmente un capitolo di Viaggio al termine della notte.

#### Canzoni
- Pryntyl di Vinicio Capossela, dall'album Marinai, profeti e balene
- Bardamù di Vinicio Capossela, dall'album Canzoni a manovella
- Ferdinand di Pierre Perret

### Articoli
- Glauco Natoli, Lettera di G.N. a C., in «Circoli», maggio-giugno 1933, pp. 49–54
- «Il Frontespizio»
  - F. Benezzi, Disfacitori, gennaio 1934
  - Piero Bargellini, Giovane doppiamente ventenne, febbraio 1934
  - Clemente Fusero, Conclusione su Céline, maggio 1934
- Giancarlo Marmori, Louis Ferdinand Céline e il caos, «Il Mondo», 7-12-1954
- Giacomo Antonini, Il risentimento di Céline, in «La Fiera Letteraria», 14-07-1957
- Claudio Savonuzzi, La notte di Céline, in «Il Mondo», 6-09-1960
- Glauco Natoli, Il caso Céline, in «Paese Sera», 14-07-1961
- Giancarlo Vigorelli, Céline e altri compari, in «Radiocorriere», 22-07-1961
- Giacomo Antonini, Louis-Ferdinand Céline: è venuto il momento di parlare di lui con animo sereno, in «La Fiera letteraria», 30, 23-07-1961
- A. Frescaroli, La morte dello scrittore medico Céline, in «Vita e Pensiero», luglio 1961
- Italo Calvino, La sfida al labirinto, in «Il menabò», 5, 1962, p. 91
- Giuliano Gramigna, Doni e veleni di Céline in «Morte a credito», in «Settimo giorno», 2-05-1964
- Ferdinando Giannessi, La vita è per Céline una giornata infernale, in «La Stampa», 6-05-1964
- Enzo Siciliano, L'invenzione di Céline, in «Il Mondo», 26-05-1964
- Mario Lavagetto, Céline, in «Palatina», 29, 1965, pp. 30–48
- Walter Mauro, Céline e Douassot, in «Il Ponte», 6, 1965, pp. 880–883
- Anita Licari, Recensione a L.-F. Céline, «Le pont de Londres», in «Studi Francesi», 29, 1966, p. 393
- Carlo Bo, I castelli di Céline, in ‘'La religione di Serra'’, Vallecchi, Firenze, 1967, pp. 345–348
- Carlo Bo, Il "No" di Celine , in Letteratura come vita, antologia critica a cura di Sergio Pautasso. Milano, Rizzoli, 1994
- «Il Verri», 26, Feltrinelli, Milano, febbraio 1968
  - Prefazione alla tesi su «La vita e l'opera di Ph.-I. Semmelweis», trad. di Anita Licari, pp. 17–18
  - Omaggio a Zola, trad. Anita Licari [Hommage à Zola], pp. 19–23
  - L'argot è nato dall'odio. Non esiste più, trad. Anita Licari [L'argot est né de l'haine (1957)], pp. 24–25
  - Rabelais ha fatto fiasco, trad. Valeria Borsari [Rabelais, il a raté son coup], pp. 26–28
  - Leo Spitzer, Un'abitudine stilistica (il richiamo) in Céline [1935, ma da Cahier de l'Herne, 5, 1965], trad. di Anita Licari, pp. 3–16
  - Giorgio Caproni, Problemi di traduzione, pp. 29–32
  - Franco Lucentini, Céline e i célineschi al «Petit Palais» (appunti per un'esposizione), pp. 33–41
  - Renato Barilli, Vitalità patologica di Céline, pp. 42–64
  - Anita Licari, L'effetto Céline, pp. 65–79
  - Gianni Celati, Parlato come spettacolo, pp. 80–88
- Luigi Bàccolo, Vita e morte di Céline, in «Tempo presente», 2, febbraio 1968
- Paolo Carile, Louis-Ferdinand Céline. Un allucinato di genio, prefazione di Dominique Deroux, Bologna, Patron, 1969, 248 p.
- «Il Caffè», XVII, 3, Torino, Della Valle, ottobre 1970
  - Viva l'amnistia, Signore!, trad. Lino Gabellone [da Cahier de l'Herne, 5, 1965], pp. 3–6
  - L'agitato in provetta, trad. Lino Gabellone [A l'agité du bocal], pp. 7–10
  - Gianni Celati, Céline Underground, pp. 11–12
  - J.-M.-G. Le Clézio, Come si può scrivere in un altro modo?  trad. Gianni Celati [da «Le Monde»], pp. 13–15
  - Antonio Faeti, Cinque sogni per Céline, pp. 16–25
- Paolo Carile, Recensione a L.-F.Céline, «Rigodon», in «Studi francesi», 41, maggio- agosto 1970, pp. 389–390
- Pietro Citati, Feroce risata grottesca nel cuore della tragedia, «Il Giorno», 9-12-1970
- Paolo Carile, Recensione a M. Hindus, «L.-F. Céline tel que je l'ai vu», in «Studi francesi», 43, gennaio-aprile 1971, p. 190
- Libri Nuovi (periodico Einaudi di informazione libraria e culturale), 9-07-1971: Arte e ideologia di Céline, interventi di U. L., Cesare Cases, Sebastiano Vassalli, Nelo Risi, Goffredo Parise
- Piero Pruzzo, Farsa e scacco, in «Il Secolo XIX», 3-12-1971
- Giovanni Bogliolo, Céline, verbale di una fuga, in «La Stampa», 14-01-1972
- Walter Mauro, Il ponte di Londra, in «Il Mattino», 10-02-1972
- Giuseppe Guglielmi, Non leggere Céline, in «Il manifesto», 22 luglio 1979
- Daniele Del Giudice, Nella caserma di Céline non c'è odore di guerra, in «Paese Sera», 20-07-1979
- Ugo Leonzio, Una parola d'ordine, «Il Messaggero», 22-07-1979
- Massimo Raffaeli, Chi ha paura di Louis-Ferdinand Céline?, in «Il manifesto», 22-07-1979
- Giovanni Bogliolo, Col veleno di Céline, in «La Stampa», 27-07-1979
- Renato Barilli, Lettore gioca anche tu, esprimiti liberamente, «Il Giorno», 15-08-1979
- Enzo Siciliano Céline: l'odio fa lo stile, in «Corriere della Sera», 19-08-1979
- Giovanni Giudici, Tiro a segno sul corazziere, «L'Espresso», 23-09-1979
- Alberto Arbasino, Céline e le sue amiche, «La Repubblica», 15-04-1980
- Guido Ceronetti, Il fondo più buio di Céline, «La Stampa», 10-10-1981
- Giorgio Locchi, "Perché chiederò il sequestro di Bagattelle per un massacro" [intervista alla moglie dell'autore], in Il Tempo, 31 ottobre 1981.
- Attilio Lolini, «Guignol's Band» di Céline, un crollo nelle mutande ingorgate, in «Il manifesto», 14-08-1982
- Walter Mauro, Céline, ingegno e perversione, in «Il Messaggero Veneto», 21-09-1982
- Felice Piemontese, Il grand Guignol di Céline, in «Il Mattino», 25-09-1982
- Angelo Guglielmi, Céline come Pasolini in «Paese Sera», 15-10-1982
- Fulvio Abbate, Nei bassifondi di Londra a tempo di jazz, in «L'Ora», 17-09-1982
- Giovanni Bogliolo, Céline tra le bonibe che cadono a ritmo di jazz, in «La Stampa», 18-09-1982
- Alberto Capatti, Maledetto buffone sei un genio della penna, in «L'Unità», 14-10-1982
- Alberto Capatti, Tulli gli autori del tradimento, in «L'Unità», 29-12-1982
- Alberto Moravia, Céline tragico piccolo borghese, in «Corriere della sera», 1-06-1988
- Piero Buscioni,Louis Ferdinand Céline, in "il Fuoco", Firenze, Polistampa, marzo-agosto 2005
- «Quaderni d'Altri Tempi», n. 34, settembre-ottobre 2011
  - Gino Pagliuca, Musica per gatti randagidi, conversazione con Marina Alberghini;
  - Luca Bifulco, L'impotenza-onnipotenza al termine della notte;
  - Francesco Zago, Quel punkettone di Louis-Ferdinand;
- Livio Santoro, Ignazio Filippo Semmelweis, ovvero la vertigine della verità;
- Giovanni de Leva, Anche le anime dovranno venire alle mani;
- Adolfo Fattori, I retrobottega della Ville lumiére;